# Canton de Champdeniers-Saint-Denis
Le canton de Champdeniers-Saint-Denis est une ancienne division administrative française située dans le département des Deux-Sèvres et la région Poitou-Charentes.

## Géographie
Ce canton était organisé autour de Champdeniers-Saint-Denis dans l'arrondissement de Niort. Son altitude varie de 27 m (Sainte-Ouenne) à 200 m (La Chapelle-Bâton) pour une altitude moyenne de 108 m.

## Représentation

### Conseillers généraux de 1833 à 2015
| Période         | Période      | Identité                                  | Étiquette         | Qualité |
| --------------- | ------------ | ----------------------------------------- | ----------------- | --- |
| 1833            | 1839         | Jean Jacob                                |                   | Avocat, propriétaire Maire de Champdeniers                                                                             |
| 1839            | 1845         | Louis Clément Tirant                      |                   | Avoué à Niort |
| 1845            | 1848         | Charles Stanislas Proust                  |                   | Avocat à Poitiers, nommé Procureur à Niort en 1848                                                                     |
| 1848            | 1853 (décès) | Pierre Louis Tribert                      | Gauche            | Ancien Préfet Propriétaire à Saint-Denis Député (1829-1848) Ancien conseiller général du canton de Thouars (1841-1842) |
| 1853            | 1868 (décès) | Victorien Chebrou de la Roulière          |                   | Propriétaire, maire de Vallans                                                                                         |
| 1868            | 1881         | Louis Tribert (fils de P.L.Tribert)       | Républicain       | Propriétaire agricole à Puyraveau (Saint-Denis) Député (1871-1875) Sénateur (1875-1899)                                |
| 1881            | 1895         | Léo Desaivre                              | Républicain       | Propriétaire et docteur en médecine Maire de Champdeniers (1871-1876), conseiller d'arrondissement                     |
| 1895            | 1902 (décès) | Jean Ricochon                             | Républicain       | Docteur-médecin à Champdeniers                                                                                         |
| 1902            | 1914 (décès) | Guy Disleau                               | Républicain       | Avocat à Parthenay puis à Niort Maire de Sainte-Ouenne Député (1893-1914)                                              |
| 1914            | 1919         | ""siège vacant ""                         |                   | |
| 1919            | 1925         | Arthur Vergneault                         | URD               | Notaire, Saint-Christophe-sur-Roc                                                                                      |
| 1925            | 1931         | René Camille Mesnard                      | Rad.              | Agriculteur, maire de Xaintray                                                                                         |
| 1931            | 1937         | Amable Chantecaille                       | Rad.              | Propriétaire-agriculteur Maire de Champdeniers, conseiller d'arrondissement                                            |
| 1937            | 1940         | Arthur Ricochon                           | Rad. Antimarxiste | Médecin à Champdeniers, conseiller d'arrondissement                                                                    |
|                 |              |                                           |                   | |
| 1945            | 1966 (décès) | Jean Ricochon                             | Rad. puis RGR     | Médecin à Champdeniers                                                                                                 |
| 22 janvier 1967 | 1990 (décès) | René Bizard                               | DVD puis UDF      | Agriculteur Maire de Germond puis Germond-Rouvre                                                                       |
| 1990            | 1998         | Jeanne-Marie Bizard (épouse du précédent) | UDF-PR puis DVD   | Agricultrice Conseillère municipale de Germond-Rouvre                                                                  |
| 1998            | 2011         | Didier Deléchat                           | DVG puis PS       | Assureur Maire de Sainte-Ouenne                                                                                        |
| 2011            | 2015         | Jean-François Ferron                      | PS                | Premier adjoint au maire, maire de 2014 à 2020 de Champdeniers-Saint-Denis                                             |

### Conseillers d'arrondissement (de 1833 à 1940)
| Période                                  | Période          | Identité                             | Étiquette   | Qualité |
| ---------------------------------------- | ---------------- | ------------------------------------ | ----------- | --- |
| 1833                                     | 1836             | M. Richard                           |             | Maire de Surin                                                                                              |
| 1836                                     | 1842             | Louis Alexandre Garoteau (1787-1862) |             | Notaire à Champdeniers                                                                                      |
| 1842                                     | 1848             | Evariste Desaivre (1808-1869)        |             | Notaire à Champdeniers, propriétaire à Saint-Maxire                                                         |
|                                          |                  |                                      |             | |
| 1871                                     | 1881 (démission) | Léo Desaivre                         | Républicain | Propriétaire et docteur en médecine Maire de Champdeniers (1871-1876)                                       |
|                                          |                  |                                      |             | |
| 1895                                     | 1928             | Alexandre Belléculée                 | Républicain | Cultivateur-maitre à Champdeniers                                                                           |
| 1928                                     | 1931             | Amable Chantecaille                  | Rad.        | Agriculteur, maire de Champdeniers                                                                          |
| 1931                                     | 1934             | Camille Vergnault                    | Rad.        | Propriétaire à Saint-Christophe-sur-Roc                                                                     |
| 1934                                     | 1937             | Arthur Ricochon                      | Rad.        | Médecin à Champdeniers                                                                                      |
| 1937                                     | 1940             | Henri Reyé (1904-1985)               | Rad.ind.    | Négociant (marchand de fer) à Champdeniers                                                                  |
| 1940                                     |                  |                                      |             | Les conseils d'arrondissement ont été suspendus par la loi du 12 octobre 1940 et n'ont jamais été réactivés |
| Les données manquantes sont à compléter. |                  |                                      |             | |

## Composition
Le canton de Champdeniers-Saint-Denis groupait 9 communes et compte 6 147 habitants (population municipale) au 1er janvier 2009.
| Communes                 | Population (2012) | Code postal | Code Insee |
| ------------------------ | ----------------- | ----------- | ---------- |
| Champdeniers-Saint-Denis | 1 664             | 79220       | 79066      |
| La Chapelle-Bâton        | 363               | 79220       | 79070      |
| Cours                    | 529               | 79220       | 79104      |
| Germond-Rouvre           | 1 116             | 79220       | 79133      |
| Pamplie                  | 274               | 79220       | 79200      |
| Saint-Christophe-sur-Roc | 588               | 79220       | 79241      |
| Sainte-Ouenne            | 773               | 79220       | 79284      |
| Surin                    | 603               | 79220       | 79320      |
| Xaintray                 | 237               | 79220       | 79357      |

## Démographie
| 1962  | 1968  | 1975  | 1982  | 1990  | 1999  | 2006  | 2009  | - |
| ----- | ----- | ----- | ----- | ----- | ----- | ----- | ----- | - |
| 5 778 | 5 488 | 5 088 | 5 088 | 5 145 | 5 107 | 5 717 | 6 147 | - |

Après plusieurs décennies de stagnation, la population du canton s'accroit fortement entre 1999 et 2006 (+1,7 %/an). Les communes du sud du canton sont celles progressant le plus rapidement, du fait de la proximité de l'aire urbaine niortaise. Une seule commune perd des habitants, Pamplie (-8 hab.). Toutes les autres ont une évolution de population positive, voire fortement positive. Ainsi cinq d'entre elles ont une hausse annuelle supérieure à 2 % sur la période : Cours (+90 hab., +3,1 %/an), Germond-Rouvre (+170 hab., +2,8 %/an), Saint-Christophe-sur-Roc (+82 hab., +2,6 %/an), Sainte-Ouenne (+100 hab., +2,5 %/an) et Xaintray (+29 hab., +2,1 %/an).